# Jinul
Bojo Jinul (普照知訥, 보조지눌, 1158–1210), souvent appelé uniquement Jinul ou Chinul, est un moine bouddhiste coréen de l'époque Goryeo, considéré comme la figure la plus influente dans la formation du bouddhisme son (zen) coréen. Il est reconnu comme le fondateur de l'ordre Jogye après avoir unifié les diverses sectes du bouddhisme coréen.

## Biographie
Le nom de naissance de Bojo Jinul est Jeong. À 15 ans, il quitte sa famille pour suivre l'enseignement du maître son Jonghwi de l'école Sagulsan, l'une des neuf écoles de la montagne du son, recevant par là-même son nom d'ordination « Jinul » en 1173. En 1182, il réussit l'examen royal pour moines et obtient un poste administratif important, mais refuse de se joindre à la communauté sangha son de Bojesa à Pyongyang. Mais comme elle est intéressée par ses efforts pour réformer la communauté des ermites, il déménage à Cheongwonsa, Changpyeong, Bomunsa, puis à Hagasan.
Au cours de cette période de voyage et d’étude, Jinul aurait étudié l’ensemble du Tripitaka et aurait connu une série d'éveils. Il cherche à établir un nouveau mouvement au sein du son coréen qu'il appelle la « société samadhi et prajna ». Le but de ce mouvement est d'établir une nouvelle communauté de pratiquants disciplinés et pieux dans les montagnes. Jinul accomplit finalement cette mission avec la fondation de Songgwangsa sur le mont Jogyesan (en), ainsi que de l'ordre Jogye qui enseigne une approche globale du bouddhisme, y compris la méditation, la doctrine, le chant et les conférences. En 1209, il termine son magnus opus : les Extraits de la collection Dharma et dossier de pratique spéciale avec notes personnelles (법집별항록절요병입사기, 法集別行錄節要幷入私記, beopjip pyeolhaeng nok cheolyo byeongip sagi), une étude approfondie de diverses écoles du bouddhisme Chán en Chine, agrémentée de nombreux commentaires sur les écrits du moine chinois Guifeng Zongmi ainsi que des notes personnelles.
Cela lui vaut le respect de la dynastie Goryeo, et en particulier du roi Huijong, qui ordonne que le mont Songgwangsan soit renommé Jogyesan en son honneur. À sa mort en 1210, le roi Huijong lui remet également un titre honorifique posthume.

## Enseignements

### Fonction-essence
La fonction-essence (en) (體用, 체용) est un concept clé du bouddhisme coréen. Elle prend une forme particulière dans la philosophie et les écrits de Jinul.

### Opinion sur le nirvana
Jinul considère le nirvana comme l'essence sublime présente dans tous les êtres. Cette essence est la nature même de Bouddha et a toujours été présente chez les êtres. En écrivant sur la foi sur ce sujet de sa propre école, Jinul déclare :
« La bonne foi dans la secte patriarcale ne croit pas aux causes ou aux effets conditionnés. Au contraire, il insiste sur la croyance que tout le monde est à l'origine un Bouddha, que chacun possède une nature immaculée de soi et que l'essence sublime du nirvana est complète chez tout le monde. Il n'y a pas besoin de chercher ailleurs. Depuis des temps immémoriaux, il est inné chez tout le monde ».
Jinul pense en outre que la vraie nature de chacun est immuable et que l'esprit est fatalement numineux et marqué par la conscience, même en apparence en état d’illusion. Lors d'une discussion sur les écoles bouddhistes, il écrit : « Dans la condensation actuelle, je traite d'abord de l'école Ho-Tse, principalement pour que les personnes qui pratiquent la méditation puissent se réveiller d'abord sur le fait que leurs esprits sont illusoires, conscients et absolument jamais sombres et que leur nature ne change pas ».